# Alue Tho (Matangkuli)
Alue Tho is een bestuurslaag in het regentschap Aceh Utara van de provincie Atjeh, Indonesië. Alue Tho telt 209 inwoners (volkstelling 2010).